# Tim-Kevin Ravnjak
Tim-Kevin Ravnjak (Celje, 5 de noviembre de 1996) es un deportista esloveno que compite en snowboard. Ganó una medalla de bronce en el Campeonato Mundial de Snowboard de 2015, en la prueba de halfpipe.
Participó en los Juegos Olímpicos de Sochi 2014, ocupando el octavo lugar en la disciplina de halfpipe.

## Medallero internacional
| Campeonato Mundial | Campeonato Mundial    | Campeonato Mundial | Campeonato Mundial |
| Año                | Lugar                 | Medalla            | Competición        |
| ------------------ | --------------------- | ------------------ | ------------------ |
| 2015               | Kreischberg (Austria) | Medalla de bronce  | Halfpipe           |